# Gesellschaft für Sprachtechnologie und Computerlinguistik
Die Gesellschaft für Sprachtechnologie und Computerlinguistik (GSCL) ist ein wissenschaftlicher Fachverband zur Förderung von Sprachtechnologie und Computerlinguistik in Forschung, Lehre und Beruf. Der Verein mit Sitz in München wurde 1975 – zunächst unter dem Namen LDV-Fittings e.V. – gegründet und hieß bis Oktober 2008 Gesellschaft für Linguistische Datenverarbeitung e.V. (GLDV).

Logo der Gesellschaft für Sprachtechnologie und Computerlinguistik

Die GSCL veranstaltet Fachtagungen, Workshops und Veranstaltungen zu aktuellen Themen aus Computerlinguistik und Sprachtechnologie. Spezielle Forschungs- und Anwendungsfelder (u. a. Dialogsysteme, E-Learning, Hypermedia, Korpuslinguistik, Lexikographie, maschinelle Übersetzung, Parsing, Texttechnologie) werden in Arbeitskreisen bearbeitet.  Das Publikationsorgan der GSCL ist das Journal for Language Technology and Computational Linguistics (JLCL, ehemals LDV-Forum), das Fachbeiträge, Berichte, Diskussionen und Rezensionen zu Themen aus Computerlinguistik und Sprachtechnologie enthält.